# Centre Sanger

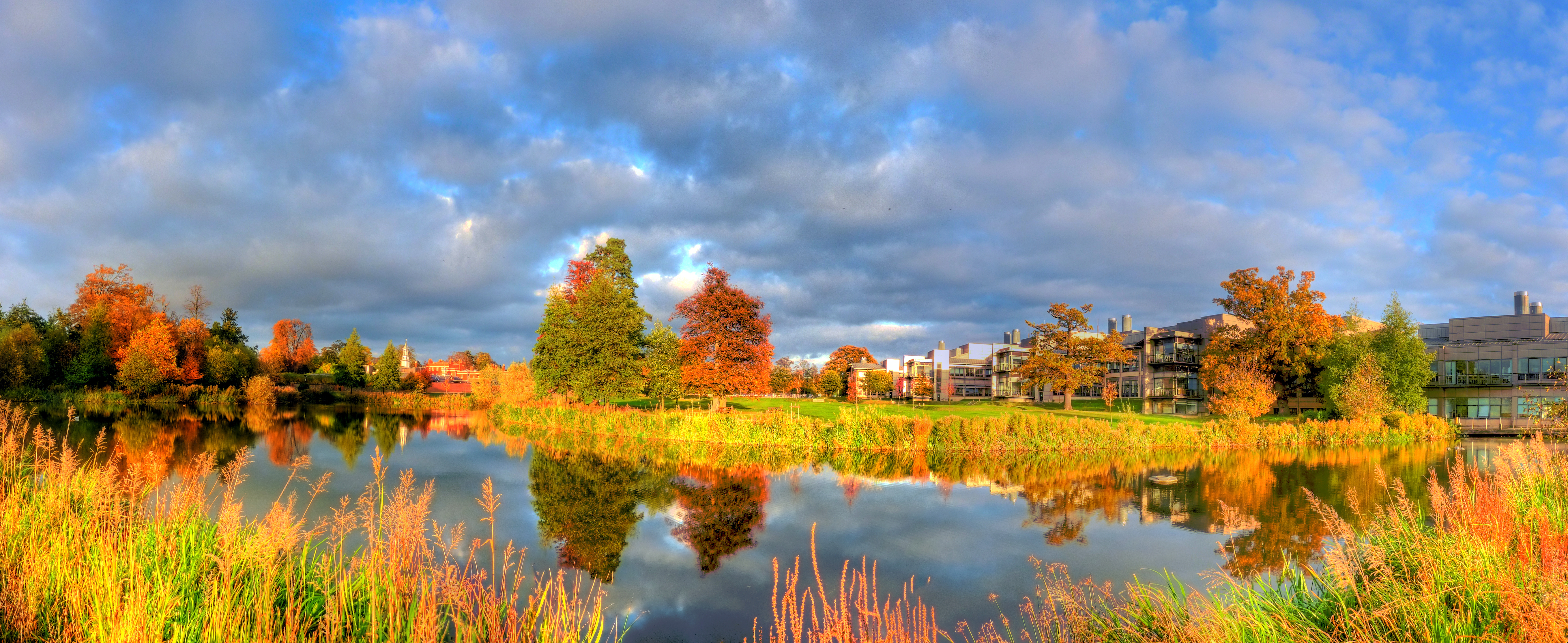
Le campus du Wellcome Trust Genome.

Le centre Sanger ou Wellcome Trust Sanger Institute, est un institut de recherche de génomique. 
Créé en 1992 et financé par le Wellcome Trust et le Conseil de la recherche médicale, il a joué un rôle important dans le séquençage et l'analyse du génome humain.
L'institut a été nommé d'après Frederick Sanger, lauréat du prix Nobel de chimie en 1958 et 1980. Il est localisé avec l'Institut européen de bio-informatique dans le village de Hinxton, proche de Cambridge en Angleterre.